# Rough and Tumble
Rough and Tumble (anglicky „drsný a valivý“), zkráceně také RAT, je hybridní bojové umění z Jižní Afriky založené v 90. letech 20. století pro ozbrojený i neozbrojený boj speciálních jednotek Jihoafrické republiky. Vzhledem k tomu že jde o hybridní systém, čerpá z mnoha jiných bojových umění. K technikám rough and tumble patří běžné údery pěstí, koleny, hlavou, dloubání do očí (podobně jako izraelská Krav maga), ale i chvaty jako strhy, páčení nebo škrcení. RAT má hodnostní systém pásků, stejně jako u japonských bojových umění.